# Panthera onca augusta
A Panthera onca augusta az emlősök (Mammalia) osztályának ragadozók (Carnivora) rendjébe, ezen belül a macskafélék (Felidae) családjába tartozó jaguár egyik fosszilis alfaja.

## Előfordulása
A jaguárnak ez volt az első alfaja, amely a Bering-földhídon keresztül, átjutott Ázsiából az Újvilágba. Először Észak-Amerikában, később pedig Dél-Amerikában is letelepedett. Az állat a kora és késő pleisztocén idején élt, azaz 1,8 millió és 11 ezer évvel ezelőtt.
A maradványait a chilei Cueva del Mylodonnál, a brazíliai Piauí államban, a Washington állambeli Adams megyében, valamint a Tennesseeben levő Fentress és Van Buren megyékben találták meg.

## Testtömege
Legendre és Roth eddig csak két Panthera onca augusta példányt tanulmányoztak meg alaposabban. Szerintük az egyik 34,9 kilogrammos, míg a másik 97 kilogrammos lehetett.

## Fordítás
- Ez a szócikk részben vagy egészben  a   Panthera onca augusta című angol Wikipédia-szócikk ezen változatának fordításán alapul.  Az eredeti cikk szerkesztőit annak laptörténete sorolja fel. Ez a jelzés csupán a megfogalmazás eredetét és a szerzői jogokat jelzi, nem szolgál a cikkben szereplő információk forrásmegjelöléseként.

## Lásd még
- Panthera onca mesembrina